# Carla Bartheel
Carla Bartheel, pisana również jako Karla (ur. 5 lipca 1902 w Świętochłowicach jako Charlotte Franziska Johanna Barthel, zm. 28 grudnia 1983 w Berlinie) – była niemiecką aktorką, fotografką i pisarką.

## Życie
Carla Bartheel pobierała lekcje aktorstwa i śpiewu. Wada serca uniemożliwiła jej rozpocząć karierę tancerki. Pod koniec 1926 roku przeniosła się do filmu. Carla Bartheel niemal bez przerwy grała drugoplanowe role, często kłótliwe i wściekłe kobiety. Znalazła również angaże w różnych berlińskich teatrach, w tym na scenie Barnowskiego, a swój głos (sopran) doskonaliła pod okiem nauczyciela. Zagrała w filmach takich jak Służąca ludu (1927), Dziecięce dusze cię oskarżają (1927), La storia di una piccola Parigina („Historia małego paryżanina”, 1928) i Pies Baskerville'a (1929). W 1930 roku Carla Bartheel wyjechała do Hollywood na trzy niemieckie wersje amerykańskich filmów. W 1933 roku blond aktorka, która w młodym wieku występowała również jako spikerka radiowa, zakończyła swoją niezbyt efektowną karierę główną rolą kobiecą Amerykanki w propagandowym filmie Hans Westmar autorstwa Franza Wenzlera (1933).
Od stycznia 1938 oficjalnie pracowała jako fotoreporter. W tej roli podróżowała między innymi do północnej Finlandii i fotografowała zdjęcia do swojej książki Adventures on the Arctic Ocean Road .
Była członkiem Związku Pisarzy Niemieckich.

## Filmografia
- 1927: Oskarżają cię dusze dzieci
- 1927: śmiertelny upadek w cyrku Cesarelli
- 1927: Klątwa dziedziczenia
- 1927: Skok w szczęście
- 1927: Herkules Maier
- 1927: Dziewczyna z ludu
- 1928: Dziewczyna z ulicy
- 1928: Książę sklepowy
- 1928: On idzie po prawej stronie – ona po lewej stronie
- 1928: Opowieści z Lasu Wiedeńskiego
- 1928: Modelowy dom Crevette
- 1928: Biała Sonata
- 1928: Jego najpotężniejsza broń
- 1928: Pod latarnią
- 1929: Młodzież
- 1929: Pies Baskerville'ów
- 1929: Tragedia młodzieży
- 1929: Katarzyna Knie
- 1929: Człowiek, który nie kocha
- 1929: Atak na trzy serca
- 1929: Kraj bez kobiet
- 1929: Wybacz mi (film krótkometrażowy)
- 1930: Maska spada
- 1930: Taniec trwa
- 1930: Demon morza
- 1931: Dzieci w sądzie
- 1932: Miasto stoi do góry nogami
- 1933: Strzały na granicy
- 1933: Hans Westmar

## Publikacje
- Przygody na Arctic Ocean Road. Franckh'sche, Stuttgart 1939
- Wśród Beduinów i mnichów z Synaju. Podróż. Limpert, Berlin 1943